# Neidhart von Reuenthal
Neidhart (Neidhart von Reuental) (13. század első fele) német minnesänger.
1210 és 1245 között működött, neve oklevelekben nem fordul elő. Származásáról semmi bizonyosat nem tudunk. Először bajor területen tevékenykedett, majd – vélhetően 1230 után – Bécsben, ahol Harcias Frigyes babenbergi herceg volt a pártfogója. Hivatásos költő volt. Korábban a dalaiban szereplő Riuwental lovagot a költővel azonosították, ezért hívták korábban Neidhart von Reuentalnak. Ma úgy tartják, hogy ez a Riuwental fiktív alak, ezért egyáltalán nem biztos, hogy a költő valóban bajor lovag volt. Az is vitatott, hogy a Riuwental név valódi név, vagy ún. beszélő név (Reuental = siralomvölgy).
Neidhart vezette be a minnesangba a paraszttematikát és ő az első minnesänger, akinek a dalaiban a paródia, a komikum fontos szerepet kap. Kedvelt műfaja a táncdal volt. Nyári és téli dalainak környezete falusi, szereplői parasztlányok és parasztlegények. Szembetűnő a parasztlegények nyersesége és elegáns megjelenése közötti ellentét. Neidhart dalai is udvari közönségnek íródtak, azonban nem a falusiak nyerseségét akarta karikírozni, támadása az udvari társadalom ellen irányult: az udvari és a nem udvari közötti ellentétet falusi környezetbe helyezte. Az azonban vitatott, hogy Neidhart e dalokkal a régi udvari értékek, az udvari szellemiség újbóli megtartását akarta-e előmozdítani, vagy ellenkezőleg, a minneideológiát kérdőjelezte meg.
A bécsi Tuchlauben utca 19. számú, 14. században épült házának egykori dísztermében találhatók az ún. Neidhart-freskók. A termet 1398-ban a bécsi kereskedő, Michael Menschein megbízásából díszítették e képekkel, amelyek Neidhart dalainak egyes jeleneteit ábrázolják. E freskók Bécs legrégibb nem egyházi jellegű falfestményei. A freskókat 1979-ben fedezték fel. Ma is megtekinthetők.

## Magyarul
- Minnesang. A középkori német világi líra gyöngyszemei; válogatta, a bevezető tanulmányt és a jegyzeteket írta Lőkös Péter. Budapest, 1998

## Külső hivatkozások
- Neidhart-freskók